# Windows CE 1.0
Windows CE 1.0 (кодовое имя: «Alder», дата выхода: ноябрь 1996) — операционная система для мобильных и встраиваемых компьютеров реального времени.

## История
В середине 1994 года корпорация Microsoft начала работу над проектом WinPad, целью которого было создание персонального цифрового помощника (PDA — Personal Digital Assistant). Однако очень скоро стало очевидно, что проект WinPad вряд ли окупится, поскольку стоимость карманных компьютеров на то время была довольно высока. Разработчики программного обеспечения и производители ПК сошлись на мнении, что время повсеместного использования ещё не наступило.
Всего через два года стоимость карманных ПК стала приемлемой, и интерес к ним снова возродился. Рынок карманных компьютеров стал быстро расти. В 1996 году компания Microsoft приступила к работе над проектом создания операционной системы для карманных ПК, который получил название Pegasus. Новая операционная система оказалась очень похожа на Windows 95 и унаследовала многие характерные черты последней. Первый коммерческий вариант Windows CE, Windows CE 1.0 был показан на выставке COMDEX осенью 1996 года.